# اچ‌ام‌اس لاسون (کی۵۱۶)
اچ‌ام‌اس لاسون (کی۵۱۶) (به انگلیسی: HMS Lawson (K516)) یک کشتی بود که طول آن ۲۸۹٫۵ فوت (۸۸٫۲ متر) بود. این کشتی در سال ۱۹۴۳ ساخته شد.